# Václav Švorc
Václav Švorc (21. květen 1919 Hradec Králové – 20. srpna 2013 Praha) byl český herec, režisér, politický recitátor a funkcionář.

## Život
Narodil se 21. května roku 1919 v Hradci Králové. Jeho otec byl rolník a stavební dělník. Měl tři sourozence, včetně sestry Jiřiny Švorcové, se kterou měl velmi blízký vztah.
V roce 1943 absolvoval pražskou Státní konzervatoř. Byl mu nabídnut elévský post činohry Národního divadla. Místo toho začal kočovně hrát s Jaroslavem Bittlou. Členem činohry se stal až následující rok. V divadle pracoval až do roku 1990, kdy odešel do důchodu. Mezi lety 1973 až 1981 celé divadlo vedl.
V roce 1977 podepsal Antichartu. Rovněž působil jako osobnost v boji proti Chartě 77.
Během života mu bylo uděleno několik vyznamenání, například ocenění Zasloužilý umělec (1979), Státní cena Klementa Gottwalda (1974) a Řád práce (1989). Tato ocenění mu byla udělena za aktivní zapojování do komunistické a odborové činnosti.
V srpnu roku 2011 zemřela jeho sestra Jiřina. Poslední roky života se jeho zdravotní stav zhoršoval a přestal vycházet z domu. Zemřel v Praze 20. srpna roku 2013 na zápal plic. Bylo mu 94 let. O jeho úmrtí bylo informováno až v červnu 2014.

## Filmografie (výběr)
- Němá barikáda (1949)
- Chléb a písně (1971)
- Kalamita (1980)
- Jako jed (1985)
- Poslední léto (1988)

## Ocenění
- Zasloužilý umělec (1979)
- Státní cena Klementa Gottwalda (1974)
- Řád práce (1989)